# Øystein Pettersen
Pour les articles homonymes, voir Pettersen.
Øystein Pettersen, né le 19 janvier 1983 à Oslo, est un fondeur norvégien.

## Carrière
Il débute en Coupe du monde en 2003 et remporte son premier podium en épreuve individuelle (deuxième place) le 28 octobre 2006 à Düsseldorf. Il est finaliste du sprint aux Jeux olympiques de Vancouver 2010, il y obtient la sixième place, puis remporte avec Petter Northug le titre du sprint par équipes.

## Palmarès

### Jeux olympiques
| Épreuve / Édition             | Épreuve / Édition             | Vancouver 2010 |
| Poursuite 30 km               | Poursuite 30 km               | -              |
| Sprint individuel             | Sprint individuel             | 6e             |
| Sprint par équipes            | Sprint par équipes            | Or             |
| 15 km Libre                   | 15 km Libre                   | -              |
| 50 km Classique départ groupé | 50 km Classique départ groupé | -              |
| Relais 4 × 10 km              | Relais 4 × 10 km              | -              |

### Championnats du monde
- Oslo 2011 : 41e du sprint libre.

### Coupe du monde
- Meilleur classement final : 28e en 2007.
- Meilleur classement en sprint : 12e en 2007.
- Classement annuel : 119e en 2003, 141e en 2004, 68e en 2006, 28e en 2007, 40e en 2008, 44e en 2009, 34e en 2010, 57e en 2011, 53e en 2012, 74e en 2013, 111e en 2014.
- 5 podiums en épreuve individuelle.
- 1 podium en épreuve collective.

Dernière mise à jour le 23 mai 2014.